# Pandemia de COVID-19 nas Canárias
Este artigo documenta os impactos da pandemia de COVID-19 nas Canárias e pode não incluir todas as principais respostas e medidas contemporâneas.

## Cronologia
Em 31 de janeiro, o primeiro caso de COVID-19 nas Canárias foi confirmado, tratando-se de uma turista alemã localizada em La Gomera.
Em 24 de fevereiro, o segundo caso do país foi confirmado, tratando-se de um médico de Lombardia, na Itália, que estava em férias em Tenerife. Após isso, várias casos foram detectados no local, incluindo pessoas que estiveram próximas ao médico.
Em 11 de maio, um voo da Iberia Express, precedente de Madrid, viajou lotado, tendo criado alarme social sobre a segurança dos viajantes por falta de distanciamento social.